# Alna
Alna is een stadsdeel van Oslo en telde in 2011 47 025 inwoners, waarvan een derde een etnische minderheid. De naam is afgeleid van de rivier Alna.
Alna bestaat uit:
- Hellerud
- Ellingsrud
- Tveita
- Furuset
- Haugerud Home of KJ
- Trosterud
- Lindeberg

Alna · 
Bjerke · 
Frogner · 
Gamle Oslo · 
Grorud · 
Grünerløkka · 
(Marka) · 
Nordstrand · 
Nordre Aker · 
Østensjø ·
Sagene · 
(Sentrum) · 
St. Hanshaugen · 
Stovner · 
Søndre Nordstrand · 
Ullern · 
Vestre Aker